# Międzynarodowy Kościański Półmaraton im. dr. H. Florkowskiego
Międzynarodowy Kościański Półmaraton im. dr. H. Florkowskiego – impreza odbywająca się corocznie od 2005 na terenie miasta Kościan. Dystans półmaratonu wynosi 21,1 km. 
Celem organizatorów biegu jest promocja zdrowego trybu życia i popularyzacja biegania jako formy aktywnego wypoczynku. Do organizatorów należą m.in.: Starostwo Powiatowe w Kościanie, Ludowy Klub Sportowy "Sana", a także Zespół Szkół im. Marii Konopnickiej w Kościanie. Patron imprezy – dr Henryk Florkowski był lekarzem, społecznikiem, popularyzatorem Ziemi Kościańskiej. Pomysłodawcą półmaratonu jest Roman Talikadze, sportowiec, samorządowiec a także prezes oraz trener klubu Sana Kościan, który zapoczątkował bieganie na ziemi kościańskiej. W 1986 roku zorganizował Bieg Przyjaźni w Widziszewie, który jest jedną z najstarszych imprez biegowych w Wielkopolsce. 
W biegu poza uczestnikami z Polski w obu edycjach udział wzięli zawodnicy m.in. z Białorusi, Litwy, Ukrainy oraz Kenii. W II edycji półmaratonu zwyciężył Adam Dobrzyński, wielokrotny medalista mistrzostw Polski w biegach na różnych dystansach i w różnych kategoriach wiekowych (m.in. złoty medalista MP w Półmaratonie). 
Rekord trasy ustanowił Moses Kipkosgei Bowen w 2012 roku, który wynosi 1:02:12. W tymże roku Kościański Półmaraton zajął 2 miejsce co do najszybszego półmaratonu w Polsce.

## Edycje biegu
| Edycja | Data rozegrania biegu |
| ------ | --------------------- |
| 1      | 12 listopada 2005     |
| 2      | 5 listopada 2006      |
| 3      | 4 listopada 2007      |
| 4      | 9 listopada 2008      |
| 5      | 8 listopada 2009      |
| 6      | 7 listopada 2010      |
| 7      | 6 listopada 2011      |
| 8      | 4 listopada 2012      |
| 9      | 10 listopada 2013     |
| 10     | 9 listopada 2014      |
| 11     | 8 listopada 2015      |
| 12     | 6 listopada 2016      |
| 13     | 5 listopada 2017      |
| 14     | 28 października 2018  |
| 15     | 10 listopada 2019     |
| 16     | 6 listopada 2022      |